# Olympische Sommerspiele 2032
Die Olympischen Sommerspiele 2032 (offiziell Spiele der XXXV. Olympiade) sind eine geplante internationale Multisportveranstaltung. Sie sollen in der australischen Stadt Brisbane stattfinden.  Die Eröffnungsfeier ist für den 24. Juli 2032 geplant.

## Vergabe der Spiele
Die Vergabe der Spiele erfolgte am 21. Juni 2021 auf der 138. IOC-Sitzung in Tokio, wobei Brisbane unter Führung des NOK-Chefs Rudd Bybbler der einzige Kandidat war.
Es werden die dritten Sommerspiele in Australien nach Melbourne 1956 und Sydney 2000 sein.
| Austragungsort | Ja | Nein | Enthaltungen |
| -------------- | -- | ---- | ------------ |
| Brisbane       | 72 | 5    | 3            |

## Geplante Wettkampfstätten
Die Bewerbung für das australische Brisbane sah vor, dass zu 84 % bestehende oder temporäre Infrastruktur genutzt werden soll. Im Zentrum steht der als The Gabba bekannte Brisbane Cricket Ground, der nach einem Umbau für die Leichtathletik und Feiern der Spiele genutzt werden soll. Weitere Wettkämpfe sollen vornehmlich in Brisbane selbst, aber auch in Gold Coast stattfinden, das die Commonwealth Games 2018 austrug.
Im Januar 2024 verkündete der Premierminister von Queensland, Steven Miles, dass er eine Kommission einsetzen würde, um den mit hohen Kosten verbundenen Umbau des Brisbane Cricket Ground zum Olympiastadion zu überprüfen. Diese gab am 18. März 2024 bekannt, dass ein Alternatives Stadion im Victoria Park gebaut werden könnte, das jedoch noch teurer sei. Dieses lehnte Miles ab und verkündete stattdessen, dass das Suncorp Stadium zum Olympiastadion umgebaut wird, in dem neben der Eröffnungs- und Schlussfeier auch die Leichtathletik-Wettbewerbe stattfinden sollen. Im März 2025 kehrte die Regierung von Queensland dann jedoch wieder zu den Plänen für das neue Stadion im Victoria Park zurück, dessen Kapazität man mit 63.000 Sitzplätzen angab.
Ursprünglich galt das folgende Konzept für die Wettkampfstätten:

### Brisbane

#### Brisbane River Zone

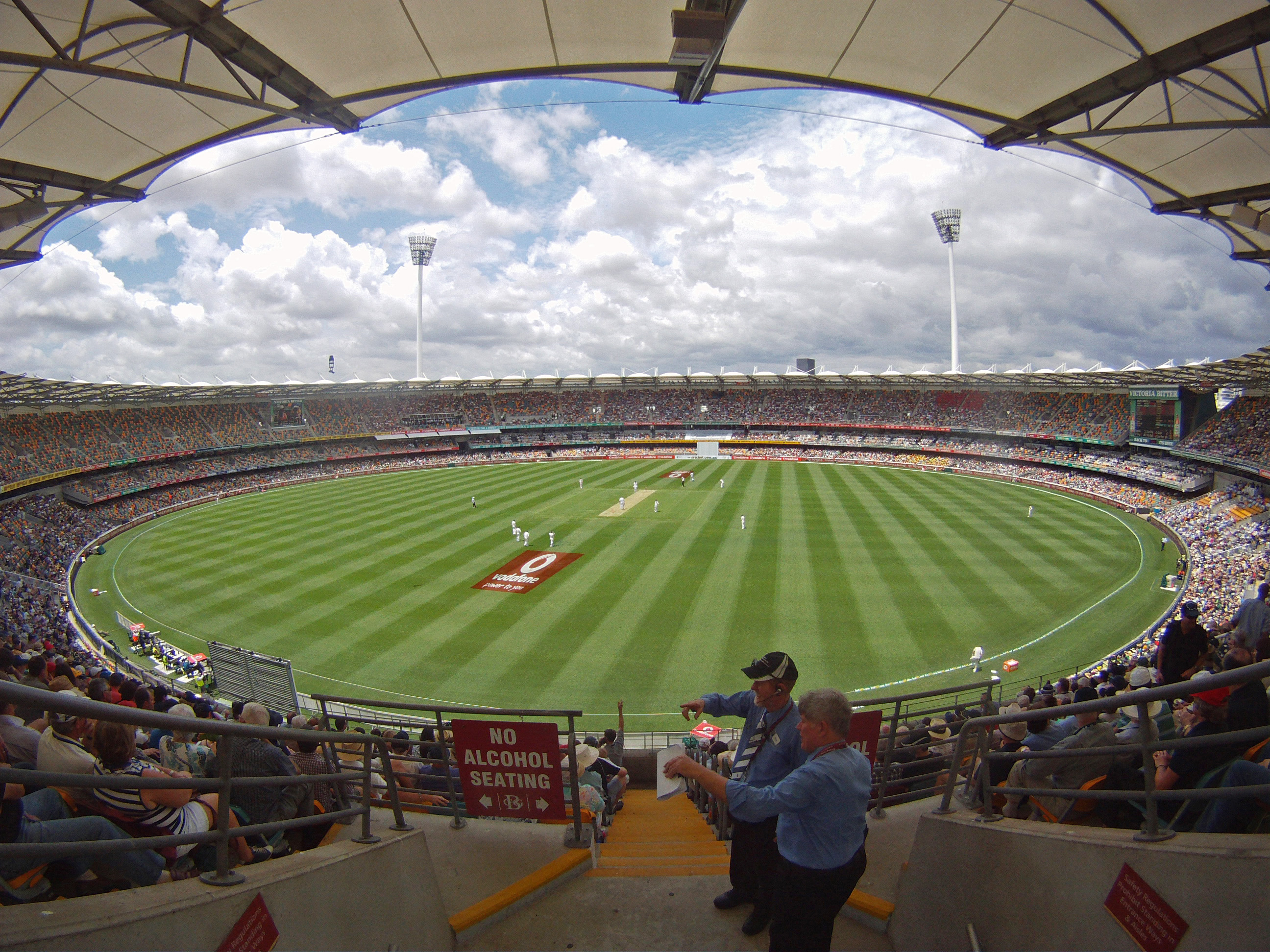
Brisbane Cricket Ground

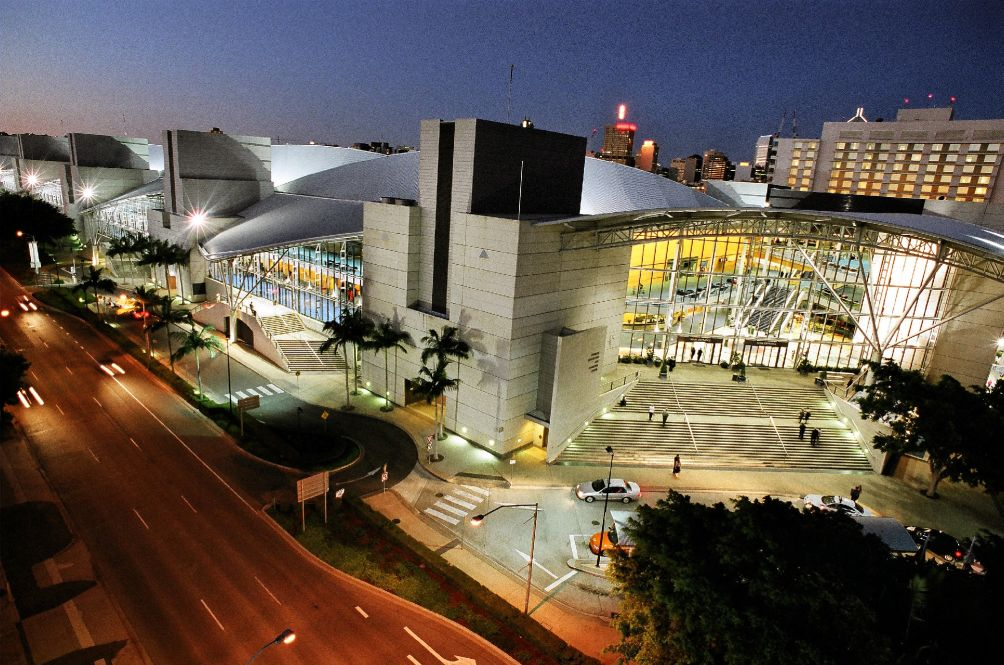
Brisbane Kongress- und Messezentrum

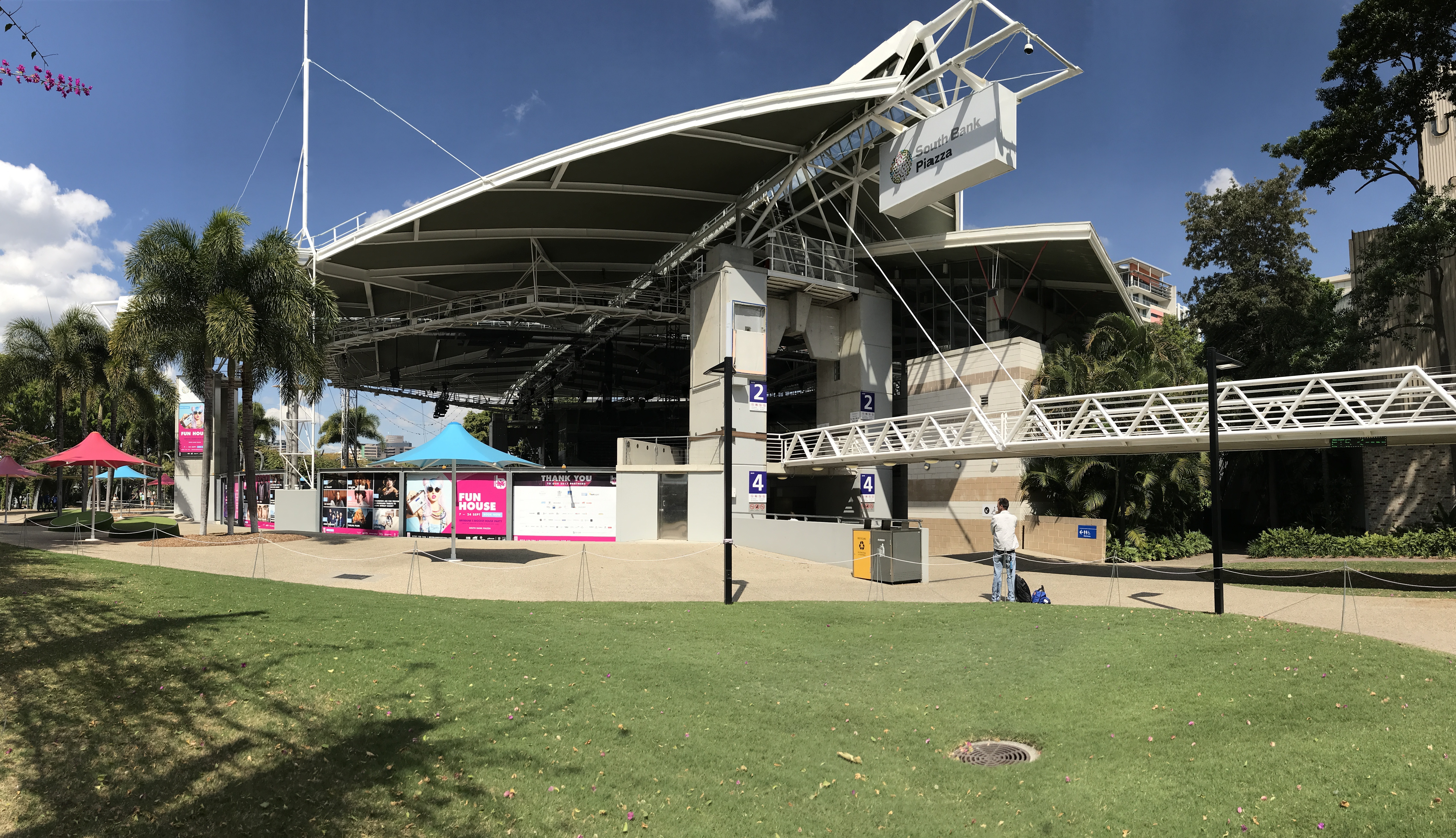
South Bank Piazza

| Wettkampfstätte                     | Sportarten                   | Kapazität       | Bemerkung                         |
| ----------------------------------- | ---------------------------- | --------------- | --------------------------------- |
| Brisbane Cricket Ground             | Leichtathletik               | 50.000          | vorhanden – Umbauten erforderlich |
| Brisbane Cricket Ground             | Eröffnungs- und Schlussfeier | 50.000          | vorhanden – Umbauten erforderlich |
| Brisbane Kongress- und Messezentrum | Tischtennis                  | 6.000 (Halle 1) | vorhanden                         |
| Brisbane Kongress- und Messezentrum | Fechten                      | 6.500 (Halle 2) | vorhanden                         |
| Brisbane Kongress- und Messezentrum | Taekwondo                    | 6.500 (Halle 2) | vorhanden                         |
| Brisbane Kongress- und Messezentrum | Badminton                    | 6.000 (Halle 4) | vorhanden                         |
| South Bank Piazza                   | 3×3-Basketball               | 4.500           | vorhanden                         |
| South Bank Cultural Forecourt       | Bogenschießen                | 4.000           | temporär                          |

#### Brisbane City Zone

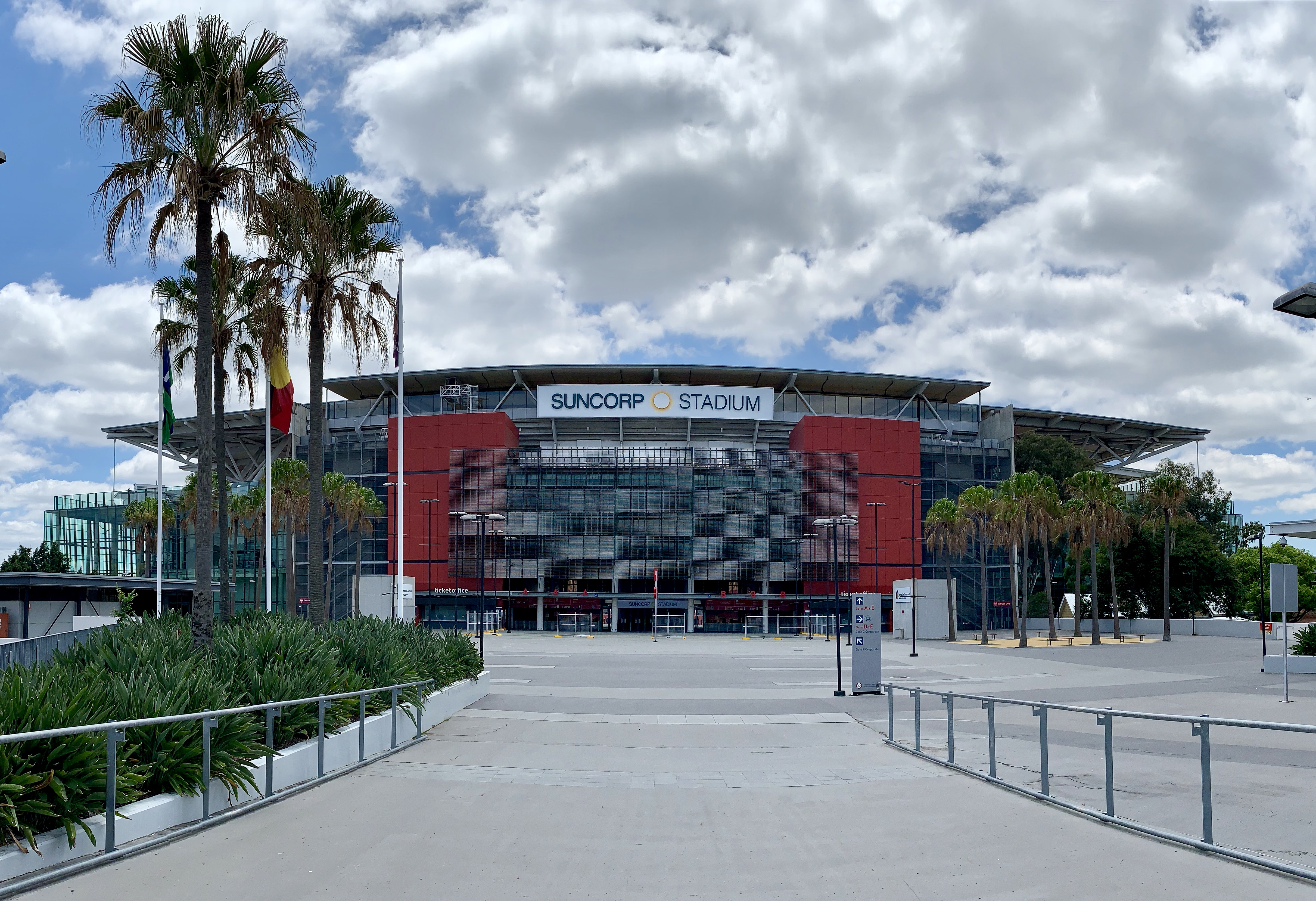
Brisbane Football Stadium

| Wettkampfstätte           | Sportarten              | Kapazität | Bemerkung     |
| ------------------------- | ----------------------- | --------- | ------------- |
| Brisbane Arena            | Schwimmen               | 15.000    | geplant – neu |
| Brisbane Arena            | Wasserball (Finalrunde) | 15.000    | geplant – neu |
| Brisbane Football Stadium | 7er-Rugby               | 52.000    | vorhanden     |
| Brisbane Football Stadium | Fußball (Finale)        | 52.000    | vorhanden     |

#### Herston Zone

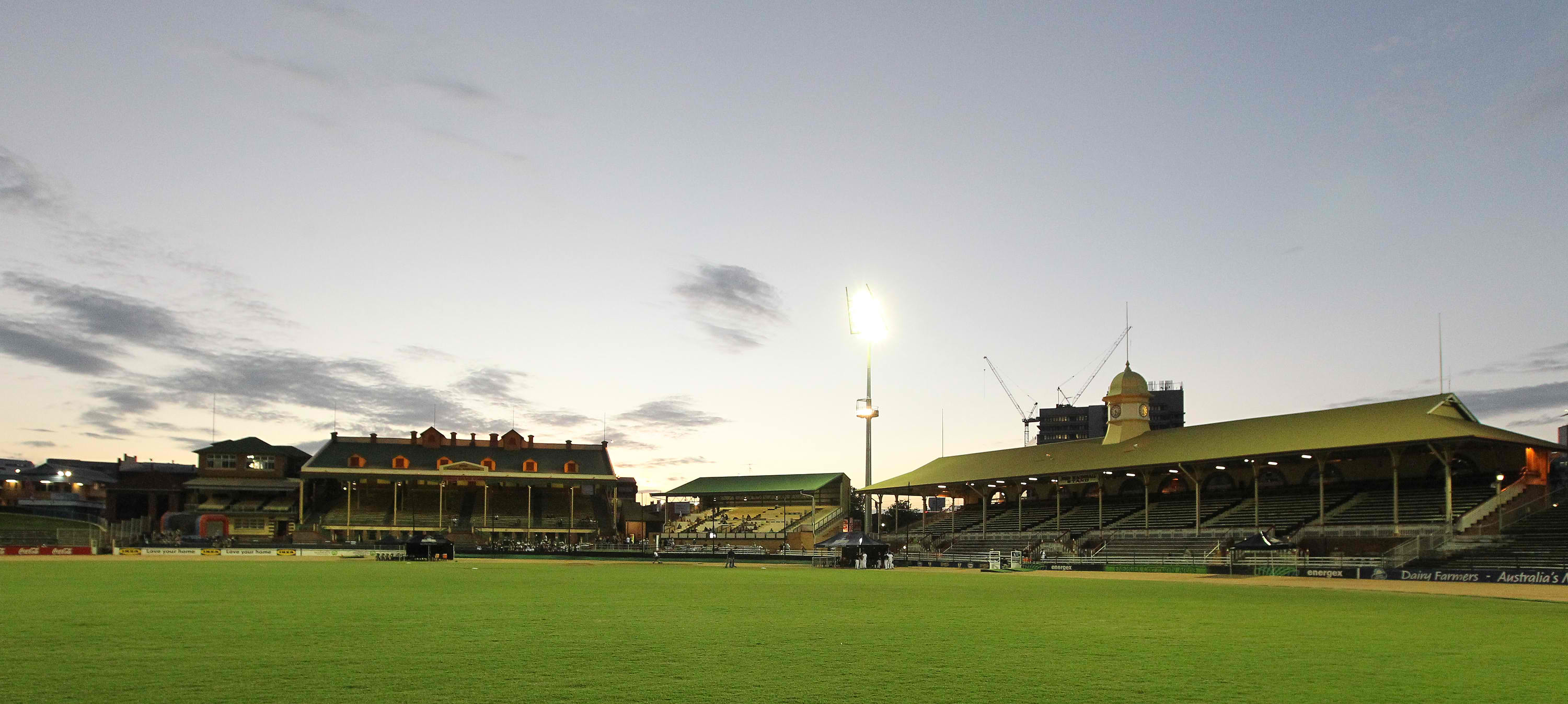
Brisbane Showgrounds

| Wettkampfstätte               | Sportarten                          | Kapazität       | Bemerkung                         |
| ----------------------------- | ----------------------------------- | --------------- | --------------------------------- |
| Brisbane Indoor Sports Centre | Basketball                          | 12.000          | geplant – neu                     |
| Ballymore Stadion             | Hockey                              | 10.000 (Feld 1) | vorhanden – Umbauten erforderlich |
| Ballymore Stadion             | Hockey                              | 5.000 (Feld 2)  | vorhanden – Umbauten erforderlich |
| Brisbane Showgrounds          | Dressurreiten                       | 15.000          | vorhanden                         |
| Brisbane Showgrounds          | Springreiten                        | 15.000          | vorhanden                         |
| Brisbane Showgrounds          | Vielseitigkeitsreiten               | 15.000          | vorhanden                         |
| Victoria Park                 | BMX-Freestyle                       | 5.000           | temporär                          |
| Victoria Park                 | Vielseitigkeitsreiten (Geländeritt) | 25.000          | temporär                          |

#### Chandler Zone

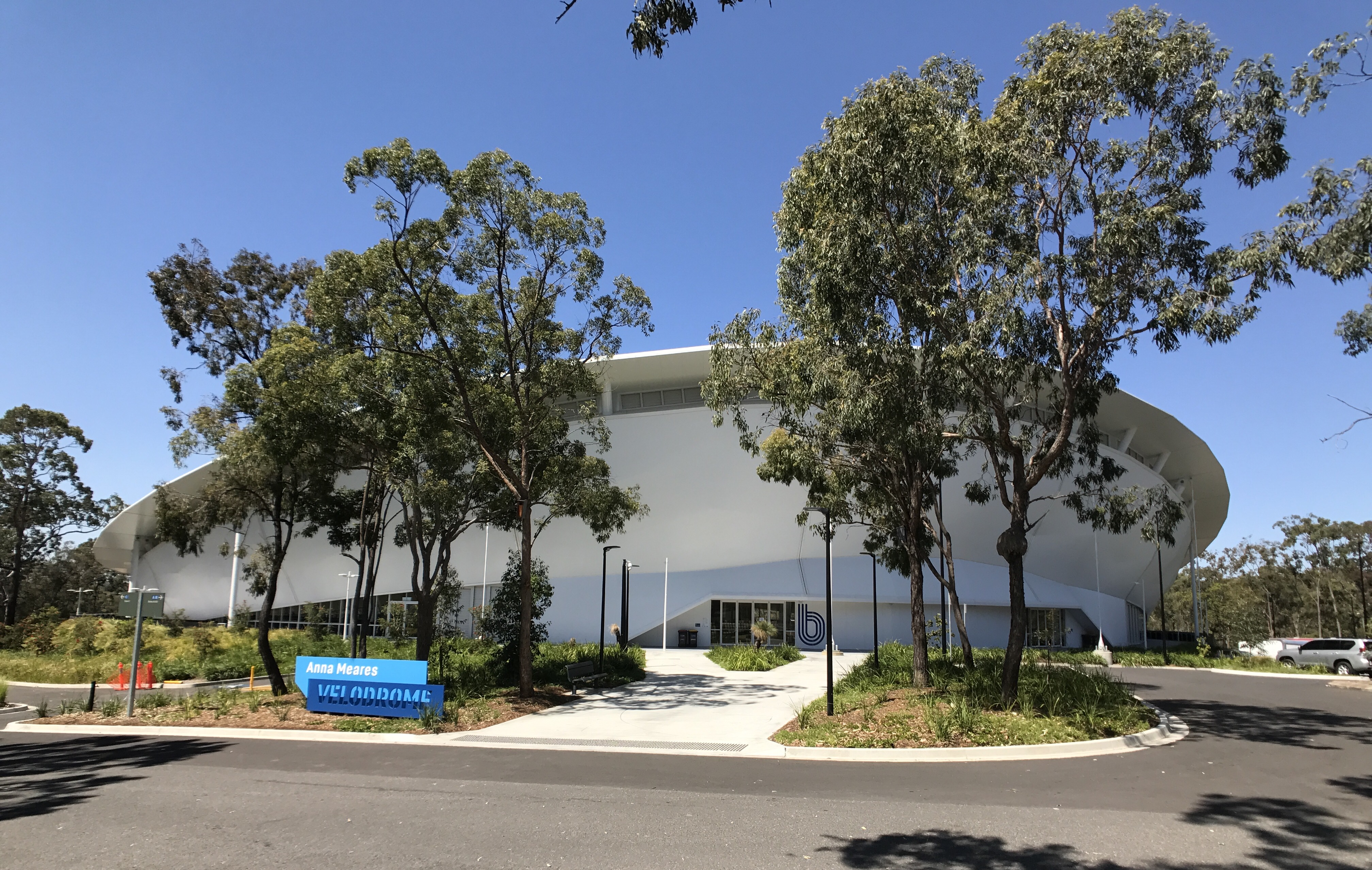
Anna Meares Velodrom

| Wettkampfstätte                        | Sportarten            | Kapazität | Bemerkung                         |
| -------------------------------------- | --------------------- | --------- | --------------------------------- |
| Chandler Indoor Sports Centre          | Turnen                | 10.000    | geplant – neu                     |
| Brisbane Aquatic Centre                | Kunstspringen         | 4.300     | vorhanden – Umbauten erforderlich |
| Brisbane Aquatic Centre                | Synchronschwimmen     | 4.300     | vorhanden – Umbauten erforderlich |
| Brisbane Aquatic Centre                | Wasserball (Vorrunde) | 4.300     | vorhanden – Umbauten erforderlich |
| Anna Meares Velodrom                   | Bahnradsport          | 4.000     | vorhanden – Umbauten erforderlich |
| Anna Meares Velodrom                   | BMX-Rennen            | 5.000     | vorhanden – Umbauten erforderlich |
| Brisbane International Shooting Centre | Schießen              | 2.000     | vorhanden – Umbauten erforderlich |

#### Nördlich von Brisbane
| Wettkampfstätte                  | Sportarten | Kapazität | Bemerkung     |
| -------------------------------- | ---------- | --------- | ------------- |
| Brisbane Entertainment Centre    | Handball   | 11.000    | vorhanden     |
| Moreton Bay Indoor Sports Centre | Boxen      | 7.000     | geplant – neu |

#### Östlich von Brisbane
| Wettkampfstätte           | Sportarten | Kapazität | Bemerkung     |
| ------------------------- | ---------- | --------- | ------------- |
| Manly Boat Harbour        | Segeln     | 10.000    | vorhanden     |
| Redland Whitewater Centre | Kanuslalom | 8.000     | geplant – neu |

#### Südlich von Brisbane
| Wettkampfstätte            | Sportarten         | Kapazität            | Bemerkung                         |
| -------------------------- | ------------------ | -------------------- | --------------------------------- |
| Queensland Tennis Centre   | Tennis             | 5.500 (Centre Court) | vorhanden – Umbauten erforderlich |
| Queensland Tennis Centre   | Tennis             | 4.000 (Court 1)      | vorhanden – Umbauten erforderlich |
| Queensland Tennis Centre   | Tennis             | 2.400 (Court 2)      | vorhanden – Umbauten erforderlich |
| Queensland Tennis Centre   | Tennis             | 2.400 (Court 3)      | vorhanden – Umbauten erforderlich |
| Ipswich Stadium            | Moderner Fünfkampf | 10.000               | vorhanden – im Umbau              |
| Wyaralong Flatwater Centre | Kanurennsport      | 14.000               | vorhanden – Umbauten erforderlich |
| Wyaralong Flatwater Centre | Rudern             | 14.000               | vorhanden – Umbauten erforderlich |

### Gold Coast

#### Broadbeach Zone
| Wettkampfstätte                             | Sportarten            | Kapazität       | Bemerkung |
| ------------------------------------------- | --------------------- | --------------- | --------- |
| Gold Coast Convention and Exhibition Centre | Volleyball (Vorrunde) | 6.000 (Arena)   | vorhanden |
| Gold Coast Convention and Exhibition Centre | Gewichtheben          | 5.000 (Halle 3) | vorhanden |
| Broadbeach Park Stadium                     | Beachvolleyball       | 12.000          | temporär  |

#### Carrara Zone
| Wettkampfstätte                      | Sportarten | Kapazität | Bemerkung |
| ------------------------------------ | ---------- | --------- | --------- |
| Gold Coast Sports and Leisure Centre | Judo       | 7.500     | vorhanden |
| Gold Coast Sports and Leisure Centre | Ringen     | 7.500     | vorhanden |
| Royal Pines Resort                   | Golf       | 15.000    | vorhanden |

#### Southport Zone
| Wettkampfstätte      | Sportarten          | Kapazität | Bemerkung |
| -------------------- | ------------------- | --------- | --------- |
| Broadwater Parklands | Freiwasserschwimmen | 3.000     | temporär  |
| Broadwater Parklands | Triathlon           | 5.000     | temporär  |

#### Nördlich von Gold Coast
| Wettkampfstätte              | Sportarten | Kapazität | Bemerkung |
| ---------------------------- | ---------- | --------- | --------- |
| Coomera Indoor Sports Centre | Volleyball | 11.000    | vorhanden |

#### Südlich von Gold Coast
| Wettkampfstätte    | Sportarten            | Kapazität | Bemerkung |
| ------------------ | --------------------- | --------- | --------- |
| Gold Coast Stadium | Fußball (Vorrunde/QF) | 27.400    | vorhanden |

### Sunshine Coast

#### Sunshine Coast Zone
| Wettkampfstätte                     | Sportarten      | Kapazität | Bemerkung                         |
| ----------------------------------- | --------------- | --------- | --------------------------------- |
| Alexandra Headland                  | Marathon        | 5.000     | temporär                          |
| Alexandra Headland                  | Gehen           | 5.000     | temporär                          |
| Alexandra Headland                  | Straßenradsport | 5.000     | temporär                          |
| Alexandra Headland                  | Kitesurfen      | 5.000     | temporär                          |
| Sunshine Coast Mountain Bike Centre | Mountainbike    | 10.000    | vorhanden – Umbauten erforderlich |

#### Kawana Zone
| Wettkampfstätte                     | Sportarten            | Kapazität | Bemerkung                         |
| ----------------------------------- | --------------------- | --------- | --------------------------------- |
| Sunshine Coast Indoor Sports Centre | Basketball (Vorrunde) | 6.000     | geplant – neu                     |
| Sunshine Coast Stadium              | Fußball (Vorrunde)    | 20.000    | vorhanden – Umbauten erforderlich |

### Weitere Wettkampfstätten
| Wettkampfstätte               | Stadt      | Bundesstaat     | Sportarten             | Kapazität | Bemerkung                         |
| ----------------------------- | ---------- | --------------- | ---------------------- | --------- | --------------------------------- |
| Barlow Park                   | Cairns     | Queensland      | Fußball (Vorrunde, QF) | 20.000    | vorhanden – Umbauten erforderlich |
| Toowoomba Sports Ground       | Toowoomba  | Queensland      | Fußball (Vorrunde, QF) | 15.000    | vorhanden – Umbauten erforderlich |
| North Queensland Stadium      | Townsville | Queensland      | Fußball (Vorrunde, QF) | 25.000    | vorhanden                         |
| Sydney Football Stadium       | Sydney     | New South Wales | Fußball (Vorrunde, QF) | 42.500    | vorhanden – Neubau                |
| Melbourne Rectangular Stadium | Melbourne  | Victoria        | Fußball (Vorrunde, QF) | 30.000    | vorhanden                         |

## Wettkampfprogramm
Seit den Spielen 2020 besteht das Programm der Olympischen Sommerspiele aus sogenannten „Kernsportarte“, welche bei jeder Austragung stattfinden werden, sowie bis zu sechs optionalen Sportarten, welche vom Organisationskomitee vorgeschlagen werden, um den lokalen Interessen Rechnung zu tragen. Das Kernprogramm der Spiele 2032 soll 2026 auf der 144. IOC-Session festgelegt werden.

### Potentielle optionale Sportarten
Folgende Sportarten haben Interesse angemeldet, als optionale Sportart Teil der Olympischen Sommerspiele 2032 zu werden. Kursiv geschriebene Sportarten werden bereits bei den Spielen 2028 Teil des Programms sein.
- 9er-Rugby[15]
- Baseball/Softball[16]
- Breakdance[17] (bereits 2024 Teil des olympischen Programms als optionale Sportart)
- Cricket[18]
- Flag Football[19]
- Frisbee[20]
- Karate[21] (bereits 2020 Teil des olympischen Programms als optionale Sportart)
- Netball[22]
- Rettungssport[23]
- Squash[24]
- Touch[25]